# Geher-Länderkampf der Männer 1966 BR Deutschland – Schweden
Im fünften Vergleich des Länderkampfjahres 1966 kamen am 26. Juni noch einmal die Geher zum Zug. In Braunschweig traten sie zum zehnten Mal in dieser Form gegen Schweden an. Sechs Mal hatte Schweden zuvor vorne gelegen, die Bundesrepublik Deutschland drei Mal. Zuletzt – das war im Jahr 1965 – hatte allerdings die Bundesrepublik Deutschland gewonnen.

## Wettbewerbe und Modus
Mit dem Straßengehen über 20 und 35 Kilometer standen wie gewohnt zwei Wettbewerbe auf dem Programm. Jede Nation stellte je Wettbewerb vier Geher, von denen die drei Besten gewertet wurden. Die Punkte wurden nach folgendem Schema vergeben: 1. Platz: 7 Punkte / 2. Pl.: 5 P / 3. Pl.: 4 P / 4. Pl.: 3 P / …

## Ergebnis
Im 20-km-Wettbewerb belegten die bundesdeutschen Vertreter die Ränge eins, drei, sechs und acht, die schwedischen Geher kamen auf die Plätze zwei, vier, fünf und sieben. Ähnlich war die Rangverteilung auf der 35-km-Strecke: Die Bundesrepublik Deutschland auf den Rängen eins, drei, sieben und acht, Schweden auf den Plätzen zwei, vier, fünf und sechs. Damit lag die Bundesrepublik Deutschland in der Gesamtwertung vorne und entschied den Länderkampf mit 24 zu zwanzig Punkten für sich. Die Gesamtbilanz lautete nun nur noch sechs zu vier für Schweden.

## Resultate

### 20-km-Straßengehen
| Platz | Athlet             | Land | Zeit (h)  |
| ----- | ------------------ | ---- | --------- |
| 1     | Karl-Heinz Pape    | FRG  | 1:35:43,6 |
| 2     | Stefan Ingvarsson  | SWE  | 1:36:40,2 |
| 3     | Bernhard Nermerich | FRG  | 1:37:29,0 |
| 4     | Lennart Larssen    | SWE  | 1:38:11,8 |
| 5     | Gösta Nygren       | SWE  | 1:39:07,2 |
| 6     | Kurt Schreiber     | FRG  | 1:40:07,2 |
| 7     | Kjell Gunnarsson   | SWE  | 1:41:03,4 |
| 8     | Herbert Staubach   | FRG  | 1:43:02,4 |

### 35-km-Straßengehen
| Platz | Athlet               | Land | Zeit (h)  |
| ----- | -------------------- | ---- | --------- |
| 1     | Gerhard Weidner      | FRG  | 2:57:00,0 |
| 2     | Ingvar Pettersson    | SWE  | 2:58:16,0 |
| 3     | Horst-Rüdiger Magnor | FRG  | 3:00:04,8 |
| 4     | Roine Karlsson       | SWE  | 3:00:10,2 |
| 5     | Stig Lindberg        | SWE  | 3:00:38,8 |
| 6     | Max Sjöholm          | SWE  | 3:03:53,0 |
| 7     | Hans-Jürgen Paul     | FRG  | 3:06:18,2 |
| 8     | Gerd Schuth          | FRG  | 3:06:20,2 |